# Primera B de Chile 2020
La Primera B de Chile 2020, también conocido como «Campeonato JuegaEnLinea.com» (por razones de patrocinio), fue la 71.º edición de la segunda categoría del fútbol chileno. El campeonato lo organiza la Asociación Nacional de Fútbol Profesional.
Las novedades para este torneo, son que por este año, la categoría se juega con 15 equipos y en el 2021, se volverá a jugar con 16 equipos. La otra novedad  que presenta este torneo, es el regreso a la categoría de San Marcos de Arica, quien vuelve a la categoría de plata del fútbol chileno, luego de un año de ausencia, tras ser campeón de la Segunda División Profesional 2019 y a 2 años, de competir por última vez en la categoría, que fue en la temporada 2018.

## Sistema
Se jugaron 30 fechas, bajo el sistema conocido como todos contra todos, en dos ruedas. En este torneo se observará el sistema de puntos, de acuerdo a la reglamentación de la Internacional F.A. Board, asignándose tres puntos, al equipo que resulte ganador; un punto, a cada uno en caso de empate; y cero punto al perdedor.
El orden de clasificación de los equipos, se determinará en una tabla de cómputo general, de la siguiente manera:
- 1) Mayor cantidad de puntos
- 2) Mayor diferencia de goles a favor; en caso de igualdad;
- 3) Mayor cantidad de goles convertidos; en caso de igualdad;
- 4) Mayor cantidad de goles de visita marcados; en caso de igualdad;
- 5) Menor cantidad de tarjetas rojas recibidas; en caso de igualdad;
- 6) Menor cantidad de tarjetas amarillas recibidas; en caso de igualdad;
- 7) Sorteo.

En cuanto al campeón del torneo, se definirá de acuerdo al siguiente sistema:
- A) Mayor cantidad de puntos obtenidos; en caso de igualdad;
- B) Partido de definición en cancha neutral.

En caso de que la igualdad sea de más de dos equipos, esta se dejará reducida a dos clubes, de acuerdo al orden de clasificación de los equipos determinado anteriormente.
El equipo que finaliza en el primer lugar de la tabla, tras las 30 fechas divididas en 2 ruedas de 15 fechas, se coronará campeón y ascenderá de manera directa a la Primera División, para el año 2021. El segundo cupo de ascenso a la Primera División, para el año 2021, la disputarán en partidos de ida y vuelta, el equipo que obtenga el subcampeonato, tras las 30 fechas y el ganador de una liguilla, que la disputarán los equipos que terminen del 3.er al 6.° lugar de la tabla.
El equipo que finalice en el último lugar de la tabla (que se definirán por el promedio de coeficiente de los últimos 2 años (en el caso de San Marcos de Arica, solo se contabilizará su puntaje de este torneo), descenderá automáticamente a la Segunda División Profesional para el año 2021, siendo reemplazado por el equipo, que se consagre campeón del torneo de la categoría señalada, de esta manera serán 16 equipos en la División de Plata del fútbol chileno para la temporada 2021. De ahí en más desde la temporada 2022 en adelante, la categoría tendrá nuevamente 16 equipos, tal como en la Primera División y usando el formato, que se utilizó en las temporadas 2018 y 2019.

## Árbitros
Esta es la lista de árbitros del torneo de Primera B edición 2020. Los árbitros de la Primera División, pueden arbitrar en el principio de este torneo, siempre y cuando no sean designados, para arbitrar en una fecha del campeonato de la categoría mencionada. Los árbitros que aparecen en la lista, pueden dirigir en las otras dos categorías profesionales, si la ANFP así lo estime conveniente. Los árbitros de la Primera División; Fabián Aracena y Franco Arrué y los árbitros de la Segunda División Profesional; Víctor Abarzúa, Diego Flores y Cristián Galaz, se incorporan a esta categoría, mientras que los árbitros Gustavo Ahumada, Rodrigo Carvajal y Fernando Véjar, pasaron a arbitrar a la Primera División y el árbitro Omar Oporto, pasó a la Segunda División Profesional.
| Árbitros         | Edad    | Categoría |
| ---------------- | ------- | --------- |
| Víctor Abarzúa   | 37 años |           |
| Cristián Andaur  | 45 años |           |
| Fabián Aracena   | 40 años |           |
| Claudio Aranda   | 52 años |           |
| Miguel Araos     | 37 años |           |
| Franco Arrué     | 46 años |           |
| Patricio Blanca  | 43 años |           |
| Claudio Cevasco  | 34 años |           |
| Diego Flores     | 35 años |           |
| Cristián Galaz   | 35 años |           |
| Felipe Jara      | 40 años |           |
| Nicolás Millas   | 35 años |           |
| Matías Quila     | 32 años |           |
| Benjamín Saravia | 37 años |           |
| Rafael Troncoso  | 47 años |           |
| Manuel Vergara   | 34 años |           |

## Relevos
| Pos  | a Primera División |
| ---- | ------------------ |
| 1°   | Santiago Wanderers |
| PROM | Deportes La Serena |

| Pos | a Primera B |
| --- | ----------- |
| -   | No hubo     |

| Pos | a Primera B         |
| --- | ------------------- |
| 1°  | San Marcos de Arica |

| Pos | a Segunda División |
| --- | ------------------ |
| -   | No hubo            |

## Participantes

### Localización
| Equipo                | Región             | Ciudad       |
| --------------------- | ------------------ | ------------ |
| San Marcos de Arica   | Arica y Parinacota | Arica        |
| Cobreloa              | Antofagasta        | Calama       |
| Deportes Copiapó      | Atacama            | Copiapó      |
| San Luis              | Valparaíso         | Quillota     |
| Unión San Felipe      | Valparaíso         | San Felipe   |
| Barnechea             | Metropolitana      | Lo Barnechea |
| Magallanes            | Metropolitana      | San Bernardo |
| Deportes Melipilla    | Metropolitana      | Melipilla    |
| Santiago Morning      | Metropolitana      | La Pintana   |
| Deportes Santa Cruz   | O'Higgins          | Santa Cruz   |
| Rangers               | Maule              | Talca        |
| Ñublense              | Ñuble              | Chillán      |
| Deportes Temuco       | Araucanía          | Temuco       |
| Deportes Valdivia     | Los Ríos           | Valdivia     |
| Deportes Puerto Montt | Los Lagos          | Puerto Montt |

| Barnechea Magallanes Santiago Morning \| Deportes Melipilla \| |
| Deportes Melipilla                                             |

| Deportes Melipilla |

## Información
| Equipo                | Entrenador       | Estadio                   | Capacidad | Proveedor | Auspiciador          |
| --------------------- | ---------------- | ------------------------- | --------- | --------- | -------------------- |
| Barnechea             | Ariel Leporati   | Municipal de Lo Barnechea | 2.500     | Capelli   |                      |
| Cobreloa              | Nelson Soto      | Zorros del Desierto       | 12.102    | Macron    | Finning CAT          |
| Deportes Copiapó      | Emiliano Astorga | Luis Valenzuela           | 8.500     | OneFit    |                      |
| Deportes Melipilla    | John Armijo      | Roberto Bravo             | 6.500     | Training  | Ariztía              |
| Deportes Puerto Montt | Jorge Aravena    | Chinquihue                | 10.000    | KS7       | Sølvtrans            |
| Deportes Santa Cruz   | Osvaldo Hurtado  | Joaquín Muñoz             | 6.000     | Andrómeda | Clínica Boza         |
| Deportes Temuco       | Patricio Lira    | Germán Becker             | 18.000    | KS7       | Rosen                |
| Deportes Valdivia     | Lautaro Peña     | Parque Municipal          | 5.000     | OneFit    | Colún                |
| Magallanes            | Fernando Vergara | Luis Navarro              | 3.500     | Siker     | Grupo North          |
| Ñublense              | Jaime García     | Nelson Oyarzún            | 12.000    | OneFit    | IANSA                |
| Rangers               | Luis Marcoleta   | Fiscal de Talca           | 16.000    | OneFit    | PF Alimentos         |
| San Luis de Quillota  | José Martínez    | Lucio Fariña              | 7.700     | Enki      | La Cruz Inmobiliaria |
| San Marcos de Arica   | Hernán Peña      | Carlos Dittborn           | 10.000    | Siker     | TPA                  |
| Santiago Morning      | Fabián Marzuca   | Municipal de La Pintana   | 5.000     | OneFit    | Finasur              |
| Unión San Felipe      | Héctor Roco      | Municipal de San Felipe   | 10.000    | Cafú      | La Cruz Inmobiliaria |

## Clasificación
| Pos. | Equipo                 | Pts. | PJ | G  | E  | P  | GF | GC | Dif. |  |
| ---- | ---------------------- | ---- | -- | -- | -- | -- | -- | -- | ---- |  |
| 1    | Ñublense (C, A)        | 50   | 28 | 15 | 5  | 8  | 51 | 33 | +18  |  |
| 2    | Unión San Felipe       | 46   | 28 | 12 | 10 | 6  | 37 | 25 | +12  |  |
| 3    | Rangers                | 45   | 28 | 12 | 9  | 7  | 43 | 39 | +4   |  |
| 4    | Deportes Puerto Montt  | 42   | 28 | 11 | 9  | 8  | 36 | 28 | +8   |  |
| 5    | Deportes Melipilla (A) | 42   | 28 | 11 | 9  | 8  | 30 | 23 | +7   |  |
| 6    | Deportes Temuco        | 41   | 28 | 11 | 8  | 9  | 35 | 34 | +1   |  |
| 7    | San Marcos de Arica    | 41   | 28 | 12 | 5  | 11 | 27 | 29 | −2   |  |
| 8    | Magallanes             | 40   | 28 | 9  | 13 | 6  | 31 | 25 | +6   |  |
| 9    | Deportes Copiapó       | 39   | 28 | 10 | 9  | 9  | 48 | 46 | +2   |  |
| 10   | Cobreloa               | 36   | 28 | 9  | 9  | 10 | 37 | 33 | +4   |  |
| 11   | San Luis de Quillota   | 33   | 28 | 8  | 9  | 11 | 31 | 35 | −4   |  |
| 12   | Santiago Morning       | 31   | 28 | 7  | 10 | 11 | 29 | 39 | −10  |  |
| 13   | Barnechea              | 30   | 28 | 7  | 9  | 12 | 39 | 45 | −6   |  |
| 14   | Deportes Valdivia      | 28   | 28 | 6  | 10 | 12 | 34 | 48 | −14  |  |
| 15   | Deportes Santa Cruz    | 22   | 28 | 6  | 4  | 18 | 28 | 54 | −26  |  |

 Fuente: ANFP
     Campeón. Asciende a la Primera División.
     Subcampeón. Accede a la Final del Play-Offs.
     Acceden a las fases previas del Play-Offs.

## Evolución
| Equipo                | 01 | 02 | 03 | 04 | 05 | 06 | 07 | 08 | 09 | 10 | 11 | 12 | 13 | 14 | 15 | 16 | 17 | 18 | 19 | 20 | 21 | 22 | 23 | 24 | 25 | 26 | 27 | 28 | 29 | 30 |
| --------------------- | -- | -- | -- | -- | -- | -- | -- | -- | -- | -- | -- | -- | -- | -- | -- | -- | -- | -- | -- | -- | -- | -- | -- | -- | -- | -- | -- | -- | -- | -- |
| Ñublense              | 3  | 2  | 3  | 1  | 1  | 1  | 1  | 1  | 2  | 1  | 1  | 2  | 2  | 1  | 1  | 1  | 1  | 1  | 1  | 1  | 1  | 1  | 1  | 1  | 1  | 1  | 2  | 1  | 1  | 1  |
| Unión San Felipe      | 7  | 4  | 5  | 5  | 7  | 5  | 4  | 5  | 6  | 3  | 3  | 1  | 1  | 2  | 5  | 5  | 6  | 5  | 5  | 5  | 5  | 5  | 2  | 2  | 2  | 3  | 3  | 2  | 2  | 2  |
| Rangers               | 8  | 3  | 2  | 4  | 2  | 2  | 2  | 2  | 1  | 2  | 2  | 3  | 3  | 3  | 4  | 2  | 3  | 2  | 2  | 2  | 2  | 2  | 3  | 3  | 3  | 2  | 1  | 3  | 3  | 3  |
| Deportes Puerto Montt | 12 | 12 | 7  | 10 | 11 | 9  | 6  | 3  | 4  | 7  | 5  | 7  | 8  | 10 | 8  | 7  | 8  | 8  | 8  | 7  | 6  | 6  | 7  | 4  | 4  | 6  | 6  | 5  | 7  | 4  |
| Deportes Melipilla    | 15 | 9  | 12 | 6  | 5  | 6  | 7  | 7  | 7  | 5  | 4  | 4  | 4  | 4  | 2  | 3  | 5  | 4  | 4  | 4  | 4  | 3  | 4  | 5  | 5  | 4  | 4  | 6  | 4  | 5  |
| Deportes Temuco       | 10 | 11 | 13 | 7  | 10 | 11 | 13 | 12 | 9  | 11 | 8  | 10 | 10 | 12 | 12 | 12 | 11 | 11 | 13 | 14 | 11 | 10 | 10 | 10 | 9  | 9  | 7  | 7  | 8  | 6  |
| San Marcos de Arica   | 9  | 13 | 11 | 13 | 13 | 10 | 14 | 14 | 11 | 12 | 9  | 11 | 11 | 8  | 10 | 8  | 7  | 7  | 7  | 8  | 9  | 7  | 8  | 6  | 6  | 5  | 5  | 4  | 6  | 7  |
| Magallanes            | 6  | 8  | 4  | 2  | 4  | 4  | 3  | 4  | 3  | 4  | 7  | 6  | 6  | 5  | 3  | 4  | 2  | 3  | 3  | 3  | 3  | 4  | 5  | 7  | 7  | 8  | 8  | 8  | 5  | 8  |
| Deportes Copiapó      | 1  | 6  | 10 | 11 | 12 | 14 | 12 | 11 | 12 | 6  | 10 | 12 | 12 | 9  | 6  | 6  | 4  | 6  | 6  | 6  | 7  | 8  | 6  | 8  | 8  | 7  | 9  | 9  | 10 | 9  |
| Cobreloa              | 4  | 1  | 1  | 3  | 3  | 3  | 5  | 6  | 5  | 9  | 11 | 8  | 9  | 11 | 11 | 11 | 12 | 13 | 11 | 9  | 8  | 9  | 9  | 9  | 10 | 10 | 10 | 10 | 9  | 10 |
| San Luis de Quillota  | 2  | 5  | 9  | 8  | 8  | 12 | 8  | 8  | 10 | 10 | 12 | 9  | 7  | 7  | 9  | 9  | 9  | 10 | 10 | 12 | 13 | 14 | 14 | 14 | 13 | 11 | 12 | 13 | 11 | 11 |
| Santiago Morning      | 11 | 7  | 6  | 9  | 9  | 8  | 11 | 13 | 14 | 14 | 15 | 15 | 15 | 15 | 15 | 14 | 15 | 12 | 14 | 10 | 10 | 11 | 12 | 12 | 12 | 14 | 14 | 11 | 12 | 12 |
| Barnechea             | 14 | 15 | 14 | 15 | 14 | 13 | 10 | 10 | 13 | 13 | 13 | 14 | 14 | 13 | 13 | 13 | 14 | 14 | 12 | 13 | 14 | 12 | 13 | 13 | 14 | 13 | 11 | 12 | 14 | 13 |
| Deportes Valdivia     | 5  | 10 | 8  | 12 | 6  | 7  | 9  | 9  | 8  | 8  | 6  | 5  | 5  | 6  | 7  | 10 | 10 | 9  | 9  | 11 | 12 | 13 | 11 | 11 | 11 | 12 | 13 | 14 | 13 | 14 |
| Deportes Santa Cruz   | 13 | 14 | 15 | 14 | 15 | 15 | 15 | 15 | 15 | 15 | 14 | 13 | 13 | 14 | 14 | 15 | 13 | 15 | 15 | 15 | 15 | 15 | 15 | 15 | 15 | 15 | 15 | 15 | 15 | 15 |

| 1. 2. 3. 4. 5. 6. 7. 8. 9. 10. 11. 12. 13. 14. |

## Resultados

### Primera rueda
- Los horarios corresponden al huso horario de Chile: UTC-4 en horario estándar y UTC-3 en horario de verano.

|        | Magallanes        | 1 - 0               | Deportes Puerto Montt |                     | Municipal de San Bernardo  | 22 de febrero       | 17:30               |
|        | Deportes Copiapó  | 4 - 1               | Deportes Melipilla    |                     | Luis Valenzuela Hermosilla | 22 de febrero       | 18:00               |
|        | San Luis          | 4 - 1               | Barnechea             |                     | Lucio Fariña Fernández     | 22 de febrero       | 20:00               |
|        | Deportes Valdivia | 1 - 0               | Deportes Santa Cruz   |                     | Parque Municipal           | 23 de febrero       | 19:00               |
|        | Deportes Temuco   | 1 - 2               | Ñublense              |                     | Germán Becker              | 23 de febrero       | 21:30               |
|        | Santiago Morning  | 0 - 1               | Cobreloa              |                     | Municipal de La Pintana    | 25 de febrero       | 18:00               |
|        | Rangers           | 2 - 2               | Unión San Felipe      |                     | Fiscal de Talca            | 25 de febrero       | 20:30               |
| Libre: | Libre:            | San Marcos de Arica | San Marcos de Arica   | San Marcos de Arica | San Marcos de Arica        | San Marcos de Arica | San Marcos de Arica |

|        | Deportes Puerto Montt | 2 - 2    | Deportes Temuco     |          | Chinquihue                | 1 de marzo | 12:00    |
|        | Deportes Santa Cruz   | 0 - 2    | Rangers             |          | Joaquín Muñoz García      | 1 de marzo | 18:00    |
|        | Ñublense              | 2 - 1    | Magallanes          |          | Nelson Oyarzún Arenas     | 1 de marzo | 18:00    |
|        | Cobreloa              | 3 - 1    | San Marcos de Arica |          | Zorros del Desierto       | 1 de marzo | 18:00    |
|        | Unión San Felipe      | 2 - 1    | Deportes Copiapó    |          | Municipal de San Felipe   | 1 de marzo | 20:30    |
|        | Barnechea             | 1 - 3    | Santiago Morning    |          | Municipal de Lo Barnechea | 2 de marzo | 18:00    |
|        | Deportes Melipilla    | 2 - 0    | Deportes Valdivia   |          | Municipal de La Pintana   | 3 de marzo | 20:30    |
| Libre: | Libre:                | San Luis | San Luis            | San Luis | San Luis                  | San Luis   | San Luis |

|        | San Marcos de Arica | 1 - 0               | Deportes Melipilla    |                     | Carlos Dittborn            | 7 de marzo          | 12:00               |
|        | Magallanes          | 1 - 0               | San Luis              |                     | Luis Navarro Avilés        | 7 de marzo          | 17:30               |
|        | Rangers             | 1 - 0               | Ñublense              |                     | Fiscal de Talca            | 7 de marzo          | 18:00               |
|        | Barnechea           | 2 - 2               | Cobreloa              |                     | Municipal de Lo Barnechea  | 7 de marzo          | 19:00               |
|        | Deportes Valdivia   | 2 - 2               | Unión San Felipe      |                     | Félix Gallardo             | 10 de marzo         | 12:00               |
|        | Santiago Morning    | 4 - 4               | Deportes Temuco       |                     | Municipal de La Pintana    | 12 de marzo         | 18:00               |
|        | Deportes Copiapó    | 1 - 3               | Deportes Puerto Montt |                     | Luis Valenzuela Hermosilla | 12 de marzo         | 20:30               |
| Libre: | Libre:              | Deportes Santa Cruz | Deportes Santa Cruz   | Deportes Santa Cruz | Deportes Santa Cruz        | Deportes Santa Cruz | Deportes Santa Cruz |

|        | Deportes Melipilla    | 1 - 0     | Rangers             |           | Municipal de La Pintana | 13 de marzo     | 18:00     |
|        | Cobreloa              | 0 - 1     | Magallanes          |           | Zorros del Desierto     | 15 de marzo     | 18:00     |
|        | Ñublense              | 2 - 1     | Deportes Valdivia   |           | Nelson Oyarzún Arenas   | 15 de marzo     | 18:00     |
|        | Deportes Temuco       | 2 - 1     | San Marcos de Arica |           | Germán Becker           | 16 de marzo     | 20:30     |
|        | San Luis              | 2 - 2     | Deportes Copiapó    |           | Lucio Fariña Fernández  | 17 de marzo     | 18:00     |
|        | Unión San Felipe      | 1 - 1     | Deportes Santa Cruz |           | Municipal de San Felipe | 17 de marzo     | 20:30     |
|        | Deportes Puerto Montt | 0 - 0     | Santiago Morning    |           | Chinquihue              | 2 de septiembre | 12:00     |
| Libre: | Libre:                | Barnechea | Barnechea           | Barnechea | Barnechea               | Barnechea       | Barnechea |

|        | Deportes Copiapó    | 1 - 2            | Cobreloa              |                  | Luis Valenzuela Hermosilla  | 29 de agosto     | 12:00            |
|        | Deportes Valdivia   | 1 - 0            | Deportes Puerto Montt |                  | Germán Becker               | 29 de agosto     | 12:30            |
|        | Ñublense            | 1 - 0            | San Marcos de Arica   |                  | Huachipato-CAP Acero        | 29 de agosto     | 15:00            |
|        | Santiago Morning    | 1 - 1            | San Luis              |                  | Santa Laura Universidad-SEK | 29 de agosto     | 15:00            |
|        | Rangers             | 5 - 1            | Deportes Temuco       |                  | Fiscal de Talca             | 30 de agosto     | 13:30            |
|        | Deportes Santa Cruz | 2 - 4            | Deportes Melipilla    |                  | Fiscal de Talca             | 31 de agosto     | 15:00            |
|        | Magallanes          | 1 - 1            | Barnechea             |                  | Monumental                  | 31 de agosto     | 17:30            |
| Libre: | Libre:              | Unión San Felipe | Unión San Felipe      | Unión San Felipe | Unión San Felipe            | Unión San Felipe | Unión San Felipe |

|        | San Luis              | 1 - 2      | San Marcos de Arica |            | Lucio Fariña Fernández     | 3 de septiembre | 16:00      |
|        | Deportes Temuco       | 0 - 0      | Deportes Valdivia   |            | Germán Becker              | 4 de septiembre | 13:30      |
|        | Deportes Melipilla    | 0 - 1      | Unión San Felipe    |            | Bicentenario de La Florida | 5 de septiembre | 15:00      |
|        | Cobreloa              | 0 - 1      | Deportes Santa Cruz |            | Zorros del Desierto        | 6 de septiembre | 12:00      |
|        | Deportes Puerto Montt | 0 - 0      | Rangers             |            | Chinquihue                 | 6 de septiembre | 12:00      |
|        | Barnechea             | 3 - 1      | Deportes Copiapó    |            | San Carlos de Apoquindo    | 6 de septiembre | 12:00      |
|        | Ñublense              | 2 - 1      | Santiago Morning    |            | Huachipato-CAP Acero       | 6 de septiembre | 18:00      |
| Libre: | Libre:                | Magallanes | Magallanes          | Magallanes | Magallanes                 | Magallanes      | Magallanes |

|        | Unión San Felipe    | 1 - 1              | Deportes Temuco       |                    | Lucio Fariña Fernández     | 8 de septiembre    | 13:30              |
|        | Santiago Morning    | 1 - 1              | Magallanes            |                    | Elías Figueroa Brander     | 9 de septiembre    | 15:30              |
|        | Barnechea           | 2 - 1              | San Marcos de Arica   |                    | Nicolás Chahuán Nazar      | 9 de septiembre    | 17:00              |
|        | Rangers             | 1 - 2              | San Luis              |                    | Fiscal de Talca            | 9 de septiembre    | 18:30              |
|        | Deportes Santa Cruz | 0 - 1              | Deportes Puerto Montt |                    | Fiscal de Talca            | 10 de septiembre   | 13:30              |
|        | Deportes Copiapó    | 1 - 0              | Ñublense              |                    | Luis Valenzuela Hermosilla | 10 de septiembre   | 16:00              |
|        | Deportes Valdivia   | 1 - 1              | Cobreloa              |                    | Parque Municipal           | 20 de septiembre   | 11:00              |
| Libre: | Libre:              | Deportes Melipilla | Deportes Melipilla    | Deportes Melipilla | Deportes Melipilla         | Deportes Melipilla | Deportes Melipilla |

|        | Magallanes            | 0 - 0            | San Marcos de Arica |                  | Nacional                | 13 de septiembre | 11:00            |
|        | Deportes Temuco       | 0 - 0            | Deportes Copiapó    |                  | Germán Becker           | 13 de septiembre | 11:00            |
|        | Deportes Puerto Montt | 1 - 0            | Unión San Felipe    |                  | Chinquihue              | 13 de septiembre | 12:00            |
|        | Rangers               | 3 - 1            | Cobreloa            |                  | Fiscal de Talca         | 13 de septiembre | 13:30            |
|        | San Luis              | 1 - 1            | Deportes Melipilla  |                  | Lucio Fariña Fernández  | 13 de septiembre | 15:30            |
|        | Ñublense              | 2 - 2            | Deportes Santa Cruz |                  | Huachipato-CAP Acero    | 14 de septiembre | 13:30            |
|        | Barnechea             | 3 - 3            | Deportes Valdivia   |                  | San Carlos de Apoquindo | 14 de septiembre | 18:30            |
| Libre: | Libre:                | Santiago Morning | Santiago Morning    | Santiago Morning | Santiago Morning        | Santiago Morning | Santiago Morning |

|        | Deportes Melipilla  | 1 - 1                 | Cobreloa              |                       | Bicentenario de La Florida | 16 de septiembre      | 10:00                 |
|        | Santiago Morning    | 0 - 1                 | San Marcos de Arica   |                       | Elías Figueroa Brander     | 16 de septiembre      | 15:00                 |
|        | Deportes Valdivia   | 1 - 1                 | San Luis              |                       | Parque Municipal           | 17 de septiembre      | 13:30                 |
|        | Rangers             | 2 - 1                 | Barnechea             |                       | Fiscal de Talca            | 17 de septiembre      | 13:30                 |
|        | Unión San Felipe    | 0 - 0                 | Ñublense              |                       | Lucio Fariña Fernández     | 17 de septiembre      | 16:00                 |
|        | Deportes Copiapó    | 4 - 4                 | Magallanes            |                       | Luis Valenzuela Hermosilla | 17 de septiembre      | 16:00                 |
|        | Deportes Santa Cruz | 0 - 2                 | Deportes Temuco       |                       | Fiscal de Talca            | 20 de septiembre      | 13:30                 |
| Libre: | Libre:              | Deportes Puerto Montt | Deportes Puerto Montt | Deportes Puerto Montt | Deportes Puerto Montt      | Deportes Puerto Montt | Deportes Puerto Montt |

|        | Barnechea        | 0 - 1           | Deportes Melipilla    |                 | Nicolás Chahuán Nazar      | 22 de septiembre | 17:00           |
|        | Cobreloa         | 0 - 2           | Unión San Felipe      |                 | Zorros del Desierto        | 23 de septiembre | 11:00           |
|        | Deportes Copiapó | 3 - 1           | San Marcos de Arica   |                 | Luis Valenzuela Hermosilla | 23 de septiembre | 11:30           |
|        | Ñublense         | 2 - 0           | Deportes Puerto Montt |                 | Huachipato-CAP Acero       | 23 de septiembre | 13:30           |
|        | Magallanes       | 5 - 5           | Rangers               |                 | Monumental                 | 23 de septiembre | 15:00           |
|        | San Luis         | 0 - 0           | Deportes Santa Cruz   |                 | Lucio Fariña Fernández     | 23 de septiembre | 16:00           |
|        | Santiago Morning | 1 - 1           | Deportes Valdivia     |                 | Bicentenario de La Florida | 23 de septiembre | 16:00           |
| Libre: | Libre:           | Deportes Temuco | Deportes Temuco       | Deportes Temuco | Deportes Temuco            | Deportes Temuco  | Deportes Temuco |

|        | Deportes Temuco       | 3 - 1            | Barnechea           |                  | Germán Becker              | 26 de septiembre | 13:30            |
|        | Deportes Puerto Montt | 1 - 0            | Cobreloa            |                  | Chinquihue                 | 27 de septiembre | 11:00            |
|        | Deportes Valdivia     | 1 - 0            | Magallanes          |                  | Parque Municipal           | 27 de septiembre | 12:00            |
|        | San Luis              | 1 - 2            | Unión San Felipe    |                  | Lucio Fariña Fernández     | 27 de septiembre | 13:30            |
|        | Deportes Melipilla    | 1 - 0            | Ñublense            |                  | Bicentenario de La Florida | 27 de septiembre | 13:30            |
|        | Rangers               | 1 - 2            | San Marcos de Arica |                  | Fiscal de Talca            | 27 de septiembre | 13:30            |
|        | Deportes Santa Cruz   | 2 - 1            | Santiago Morning    |                  | Fiscal de Talca            | 28 de septiembre | 15:00            |
| Libre: | Libre:                | Deportes Copiapó | Deportes Copiapó    | Deportes Copiapó | Deportes Copiapó           | Deportes Copiapó | Deportes Copiapó |

|        | San Luis            | 2 - 0    | Deportes Puerto Montt |          | Lucio Fariña Fernández     | 30 de septiembre | 11:00    |
|        | Deportes Copiapó    | 1 - 1    | Rangers               |          | Luis Valenzuela Hermosilla | 30 de septiembre | 11:00    |
|        | San Marcos de Arica | 1 - 1    | Deportes Valdivia     |          | Fiscal de Talca            | 30 de septiembre | 12:00    |
|        | Cobreloa            | 1 - 0    | Deportes Temuco       |          | Zorros del Desierto        | 30 de septiembre | 13:30    |
|        | Magallanes          | 0 - 0    | Deportes Melipilla    |          | Municipal de San Bernardo  | 1 de octubre     | 16:00    |
|        | Santiago Morning    | 0 - 4    | Unión San Felipe      |          | Bicentenario de La Florida | 1 de octubre     | 16:00    |
|        | Barnechea           | 2 - 3    | Deportes Santa Cruz   |          | Nicolás Chahuán Nazar      | 1 de octubre     | 16:00    |
| Libre: | Libre:              | Ñublense | Ñublense              | Ñublense | Ñublense                   | Ñublense         | Ñublense |

|        | Deportes Valdivia     | 4 - 2   | Deportes Copiapó    |         | Parque Municipal           | 4 de octubre | 11:00   |
|        | Deportes Santa Cruz   | 0 - 3   | Magallanes          |         | Fiscal de Talca            | 4 de octubre | 19:00   |
|        | Deportes Temuco       | 0 - 1   | San Luis            |         | Germán Becker              | 5 de octubre | 11:00   |
|        | Unión San Felipe      | 1 - 0   | San Marcos de Arica |         | Lucio Fariña Fernández     | 5 de octubre | 12:00   |
|        | Deportes Melipilla    | 1 - 1   | Santiago Morning    |         | Bicentenario de La Florida | 5 de octubre | 12:00   |
|        | Ñublense              | 3 - 2   | Cobreloa            |         | Huachipato-CAP Acero       | 5 de octubre | 12:00   |
|        | Deportes Puerto Montt | 1 - 1   | Barnechea           |         | Chinquihue                 | 5 de octubre | 12:00   |
| Libre: | Libre:                | Rangers | Rangers             | Rangers | Rangers                    | Rangers      | Rangers |

|        | Deportes Melipilla  | 2 - 0    | Deportes Puerto Montt |          | Bicentenario de La Florida | 8 de octubre | 13:30    |  |
|        | Rangers             | 3 - 2    | Deportes Valdivia     |          | Fiscal de Talca            | 8 de octubre | 13:30    |  |
|        | San Luis            | 0 - 2    | Ñublense              |          | Lucio Fariña Fernández     | 8 de octubre | 13:30    |  |
|        | San Marcos de Arica | 2 - 1    | Deportes Santa Cruz   |          | Huachipato-CAP Acero       | 8 de octubre | 15:00    |  |
|        | Magallanes          | 1 - 0    | Deportes Temuco       |          | Municipal de San Bernardo  | 8 de octubre | 16:00    |  |
|        | Deportes Copiapó    | 4 - 1    | Santiago Morning      |          | Luis Valenzuela Hermosilla | 8 de octubre | 16:00    |  |
|        | Barnechea           | 1 - 0    | Unión San Felipe      |          | San Carlos de Apoquindo    | 9 de octubre | 13:00    |  |
| Libre: | Libre:              | Cobreloa | Cobreloa              | Cobreloa | Cobreloa                   | Cobreloa     | Cobreloa |  |

|        | Deportes Puerto Montt | 3 - 0             | San Marcos de Arica |                   | Chinquihue              | 12 de octubre     | 11:00             |
|        | Cobreloa              | 0 - 0             | San Luis            |                   | Zorros del Desierto     | 12 de octubre     | 12:00             |
|        | Deportes Temuco       | 0 - 3             | Deportes Melipilla  |                   | Germán Becker           | 12 de octubre     | 13:30             |
|        | Deportes Santa Cruz   | 1 - 4             | Deportes Copiapó    |                   | Joaquín Muñoz García    | 12 de octubre     | 13:30             |
|        | Santiago Morning      | 1 - 1             | Rangers             |                   | Municipal de La Pintana | 12 de octubre     | 15:00             |
|        | Ñublense              | 1 - 0             | Barnechea           |                   | Huachipato-CAP Acero    | 12 de octubre     | 16:00             |
|        | Unión San Felipe      | 1 - 2             | Magallanes          |                   | Municipal de San Felipe | 13 de octubre     | 13:00             |
| Libre: | Libre:                | Deportes Valdivia | Deportes Valdivia   | Deportes Valdivia | Deportes Valdivia       | Deportes Valdivia | Deportes Valdivia |

### Segunda rueda
- Los horarios corresponden al huso horario de Chile: UTC-4 en horario estándar y UTC-3 en horario de verano.

|        | Unión San Felipe      | 1 - 1     | San Luis            |           | Municipal de San Felipe   | 27 de octubre | 13:30     |
|        | Deportes Puerto Montt | 4 - 1     | Deportes Santa Cruz |           | Chinquihue                | 28 de octubre | 11:00     |
|        | Deportes Melipilla    | 1 - 2     | Deportes Copiapó    |           | Municipal de La Pintana   | 28 de octubre | 11:00     |
|        | Deportes Valdivia     | 0 - 1     | Rangers             |           | Parque Municipal          | 28 de octubre | 11:00     |
|        | Cobreloa              | 2 - 3     | Santiago Morning    |           | Zorros del Desierto       | 28 de octubre | 11:00     |
|        | Magallanes            | 0 - 0     | Ñublense            |           | Municipal de San Bernardo | 28 de octubre | 13:30     |
|        | San Marcos de Arica   | 1 - 0     | Deportes Temuco     |           | Carlos Dittborn           | 28 de octubre | 14:00     |
| Libre: | Libre:                | Barnechea | Barnechea           | Barnechea | Barnechea                 | Barnechea     | Barnechea |

|        | Deportes Copiapó    | 1 - 0   | Deportes Valdivia     |         | Luis Valenzuela Hermosilla | 3 de noviembre | 11:00   |
|        | San Marcos de Arica | 3 - 1   | Cobreloa              |         | Carlos Dittborn            | 3 de noviembre | 14:00   |
|        | Ñublense            | 4 - 0   | Deportes Melipilla    |         | Nelson Oyarzún Arenas      | 4 de noviembre | 11:00   |
|        | Deportes Temuco     | 2 - 1   | Deportes Puerto Montt |         | Germán Becker              | 4 de noviembre | 13:30   |
|        | San Luis            | 0 - 1   | Magallanes            |         | Lucio Fariña Fernández     | 4 de noviembre | 13:30   |
|        | Santiago Morning    | 0 - 0   | Barnechea             |         | Municipal de La Pintana    | 4 de noviembre | 16:00   |
|        | Deportes Santa Cruz | 2 - 1   | Unión San Felipe      |         | Joaquín Muñoz García       | 4 de noviembre | 18:00   |
| Libre: | Libre:              | Rangers | Rangers               | Rangers | Rangers                    | Rangers        | Rangers |

| Fecha 18 | Fecha 18            | Fecha 18  | Fecha 18              | Fecha 18 | Fecha 18                   | Fecha 18           | Fecha 18 |
|          | Local               | Resultado | Visitante             |          | Estadio                    | Fecha              | Hora     |
| -------- | ------------------- | --------- | --------------------- | -------- | -------------------------- | ------------------ | -------- |
|          | Unión San Felipe    | 2 - 1     | Deportes Puerto Montt |          | Municipal de San Felipe    | 8 de noviembre     | 11:00    |
|          | Deportes Melipilla  | 3 - 0     | San Luis              |          | Municipal de La Pintana    | 8 de noviembre     | 13:30    |
|          | Rangers             | 1 - 0     | Magallanes            |          | Fiscal de Talca            | 8 de noviembre     | 18:30    |
|          | San Marcos de Arica | 0 - 1     | Santiago Morning      |          | Carlos Dittborn            | 9 de noviembre     | 12:30    |
|          | Barnechea           | 1 - 1     | Deportes Temuco       |          | Municipal de La Pintana    | 9 de noviembre     | 17:00    |
|          | Deportes Copiapó    | 2 - 0     | Deportes Santa Cruz   |          | Luis Valenzuela Hermosilla | 30 de noviembre    | 10:30    |
|          | Cobreloa            | 6 - 0     | Deportes Valdivia     |          | Zorros del Desierto        | 6 de enero de 2021 | 10:00    |
| Libre:   | Libre:              | Ñublense  | Ñublense              | Ñublense | Ñublense                   | Ñublense           | Ñublense |

|        | San Luis              | 0 - 1           | Cobreloa           |                 | Lucio Fariña Fernández    | 12 de noviembre | 11:00           |
|        | Deportes Puerto Montt | 0 - 0           | Deportes Melipilla |                 | Chinquihue                | 12 de noviembre | 11:00           |
|        | Deportes Santa Cruz   | 0 - 1           | Barnechea          |                 | Joaquín Muñoz García      | 12 de noviembre | 13:30           |
|        | Magallanes            | 1 - 1           | Unión San Felipe   |                 | Municipal de San Bernardo | 12 de noviembre | 17:00           |
|        | San Marcos de Arica   | 0 - 0           | Rangers            |                 | Carlos Dittborn           | 13 de noviembre | 11:00           |
|        | Deportes Valdivia     | 2 - 2           | Ñublense           |                 | Parque Municipal          | 27 de noviembre | 10:30           |
|        | Santiago Morning      | 2 - 1           | Deportes Copiapó   |                 | Municipal de La Pintana   | 27 de diciembre | 18:00           |
| Libre: | Libre:                | Deportes Temuco | Deportes Temuco    | Deportes Temuco | Deportes Temuco           | Deportes Temuco | Deportes Temuco |

|        | Deportes Temuco     | 0 - 1               | Santiago Morning      |                     | Germán Becker              | 16 de noviembre     | 11:00               |
|        | Cobreloa            | 3 - 0               | Rangers               |                     | Zorros del Desierto        | 16 de noviembre     | 11:00               |
|        | Barnechea           | 1 - 1               | Deportes Puerto Montt |                     | San Carlos de Apoquindo    | 16 de noviembre     | 17:00               |
|        | Ñublense            | 2 - 1               | San Luis              |                     | Nelson Oyarzún Arenas      | 16 de noviembre     | 18:30               |
|        | Deportes Melipilla  | 0 - 0               | Magallanes            |                     | Bicentenario de La Florida | 16 de noviembre     | 21:00               |
|        | Unión San Felipe    | 2 - 1               | Deportes Valdivia     |                     | Municipal de San Felipe    | 30 de noviembre     | 18:00               |
|        | San Marcos de Arica | 2 - 3               | Deportes Copiapó      |                     | Carlos Dittborn            | 3 de enero de 2021  | 17:00               |
| Libre: | Libre:              | Deportes Santa Cruz | Deportes Santa Cruz   | Deportes Santa Cruz | Deportes Santa Cruz        | Deportes Santa Cruz | Deportes Santa Cruz |

|        | Deportes Temuco       | 1 - 0    | Unión San Felipe    |          | Germán Becker             | 20 de noviembre | 10:30    |
|        | Magallanes            | 1 - 1    | Deportes Copiapó    |          | Municipal de San Bernardo | 20 de noviembre | 10:30    |
|        | Deportes Puerto Montt | 3 - 2    | Ñublense            |          | Chinquihue                | 20 de noviembre | 17:00    |
|        | Santiago Morning      | 2 - 1    | Deportes Santa Cruz |          | Municipal de La Pintana   | 20 de noviembre | 18:00    |
|        | Rangers               | 1 - 0    | Deportes Melipilla  |          | Fiscal de Talca           | 20 de noviembre | 19:15    |
|        | Cobreloa              | 2 - 0    | Barnechea           |          | Zorros del Desierto       | 21 de noviembre | 10:00    |
|        | Deportes Valdivia     | 2 - 1    | San Marcos de Arica |          | Parque Municipal          | 3 de diciembre  | 18:00    |
| Libre: | Libre:                | San Luis | San Luis            | San Luis | San Luis                  | San Luis        | San Luis |

|        | Deportes Valdivia   | 0 - 1                 | Deportes Melipilla    |                       | Parque Municipal           | 24 de noviembre       | 10:30                 |
|        | Deportes Santa Cruz | 0 - 2                 | San Marcos de Arica   |                       | Joaquín Muñoz García       | 24 de noviembre       | 18:00                 |
|        | Ñublense            | 4 - 2                 | Rangers               |                       | Nelson Oyarzún Arenas      | 24 de noviembre       | 19:15                 |
|        | Barnechea           | 2 - 1                 | Magallanes            |                       | Municipal de La Pintana    | 25 de noviembre       | 10:00                 |
|        | Unión San Felipe    | 0 - 0                 | Cobreloa              |                       | Municipal de San Felipe    | 25 de noviembre       | 10:30                 |
|        | Deportes Copiapó    | 2 - 3                 | Deportes Temuco       |                       | Luis Valenzuela Hermosilla | 26 de noviembre       | 18:00                 |
|        | San Luis            | 1 - 1                 | Santiago Morning      |                       | Lucio Fariña Fernández     | 3 de enero de 2021    | 21:30                 |
| Libre: | Libre:              | Deportes Puerto Montt | Deportes Puerto Montt | Deportes Puerto Montt | Deportes Puerto Montt      | Deportes Puerto Montt | Deportes Puerto Montt |

|        | Unión San Felipe      | 2 - 0             | Barnechea           |                   | Municipal de San Felipe    | 4 de diciembre     | 19:15             |
|        | Deportes Puerto Montt | 5 - 0             | San Luis            |                   | Chinquihue                 | 5 de diciembre     | 10:00             |
|        | Rangers               | 1 - 1             | Deportes Copiapó    |                   | Fiscal de Talca            | 5 de diciembre     | 19:15             |
|        | Deportes Melipilla    | 0 - 1             | San Marcos de Arica |                   | Bicentenario de La Florida | 6 de diciembre     | 10:00             |
|        | Deportes Temuco       | 2 - 1             | Deportes Santa Cruz |                   | Germán Becker              | 6 de diciembre     | 10:00             |
|        | Cobreloa              | 4 - 2             | Ñublense            |                   | Zorros del Desierto        | 6 de diciembre     | 10:00             |
|        | Magallanes            | 1 - 0             | Santiago Morning    |                   | Municipal de San Bernardo  | 6 de enero de 2021 | 18:00             |
| Libre: | Libre:                | Deportes Valdivia | Deportes Valdivia   | Deportes Valdivia | Deportes Valdivia          | Deportes Valdivia  | Deportes Valdivia |

|        | Deportes Santa Cruz | 4 - 1              | Cobreloa              |                    | Joaquín Muñoz García       | 10 de diciembre    | 10:00              |
|        | Deportes Valdivia   | 1 - 1              | Barnechea             |                    | Parque Municipal           | 10 de diciembre    | 10:00              |
|        | Santiago Morning    | 1 - 2              | Deportes Puerto Montt |                    | Municipal de La Pintana    | 10 de diciembre    | 10:30              |
|        | San Marcos de Arica | 1 - 0              | Magallanes            |                    | Carlos Dittborn            | 10 de diciembre    | 15:00              |
|        | San Luis            | 1 - 1              | Rangers               |                    | Lucio Fariña Fernández     | 10 de diciembre    | 18:00              |
|        | Deportes Copiapó    | 1 - 2              | Unión San Felipe      |                    | Luis Valenzuela Hermosilla | 11 de diciembre    | 10:00              |
|        | Ñublense            | 1 - 2              | Deportes Temuco       |                    | Nelson Oyarzún Arenas      | 2 de enero de 2021 | 21:30              |
| Libre: | Libre:              | Deportes Melipilla | Deportes Melipilla    | Deportes Melipilla | Deportes Melipilla         | Deportes Melipilla | Deportes Melipilla |

|        | Rangers               | 4 - 1    | Deportes Santa Cruz |          | Fiscal de Talca            | 14 de diciembre    | 20:15    |
|        | Deportes Puerto Montt | 1 - 1    | Deportes Copiapó    |          | Chinquihue                 | 15 de diciembre    | 10:00    |
|        | Deportes Melipilla    | 0 - 2    | Deportes Temuco     |          | Bicentenario de La Florida | 15 de diciembre    | 10:00    |
|        | Magallanes            | 1 - 1    | Deportes Valdivia   |          | Municipal de San Bernardo  | 15 de diciembre    | 10:45    |
|        | San Marcos de Arica   | 0 - 2    | San Luis            |          | Carlos Dittborn            | 15 de diciembre    | 14:00    |
|        | Unión San Felipe      | 0 - 0    | Santiago Morning    |          | Municipal de San Felipe    | 15 de diciembre    | 19:00    |
|        | Barnechea             | 2 - 4    | Ñublense            |          | Municipal de La Pintana    | 6 de enero de 2021 | 21:30    |
| Libre: | Libre:                | Cobreloa | Cobreloa            | Cobreloa | Cobreloa                   | Cobreloa           | Cobreloa |

|        | Cobreloa            | 1 - 1      | Deportes Puerto Montt |            | Zorros del Desierto        | 18 de diciembre | 10:00      |
|        | Santiago Morning    | 0 - 3      | Deportes Melipilla    |            | Bicentenario de La Florida | 18 de diciembre | 10:30      |
|        | San Marcos de Arica | 2 - 1      | Unión San Felipe      |            | Carlos Dittborn            | 18 de diciembre | 14:00      |
|        | Deportes Temuco     | 0 - 0      | Rangers               |            | Germán Becker              | 18 de diciembre | 18:00      |
|        | Deportes Copiapó    | 2 - 2      | Barnechea             |            | Luis Valenzuela Hermosilla | 19 de diciembre | 10:00      |
|        | San Luis            | 3 - 2      | Deportes Valdivia     |            | Lucio Fariña Fernández     | 19 de diciembre | 10:00      |
|        | Deportes Santa Cruz | 1 - 3      | Ñublense              |            | Joaquín Muñoz García       | 27 de diciembre | 21:30      |
| Libre: | Libre:              | Magallanes | Magallanes            | Magallanes | Magallanes                 | Magallanes      | Magallanes |

|        | San Marcos de Arica | 0 - 0            | Deportes Puerto Montt |                  | Carlos Dittborn            | 22 de diciembre    | 15:00            |
|        | Deportes Valdivia   | 0 - 4            | Deportes Temuco       |                  | Parque Municipal           | 22 de diciembre    | 17:00            |
|        | Magallanes          | 1 - 1            | Cobreloa              |                  | Municipal de San Bernardo  | 22 de diciembre    | 18:10            |
|        | Rangers             | 1 - 0            | Santiago Morning      |                  | Fiscal de Talca            | 22 de diciembre    | 21:30            |
|        | Barnechea           | 2 - 0            | San Luis              |                  | Municipal de La Pintana    | 23 de diciembre    | 20:30            |
|        | Deportes Melipilla  | 0 - 0            | Deportes Santa Cruz   |                  | Bicentenario de La Florida | 23 de diciembre    | 20:30            |
|        | Ñublense            | 5 - 0            | Deportes Copiapó      |                  | Nelson Oyarzún Arenas      | 9 de enero de 2021 | 18:30            |
| Libre: | Libre:              | Unión San Felipe | Unión San Felipe      | Unión San Felipe | Unión San Felipe           | Unión San Felipe   | Unión San Felipe |

|        | Deportes Temuco       | 1 - 1            | Magallanes         |                  | Germán Becker           | 29 de diciembre  | 10:30            |
|        | San Marcos de Arica   | 1 - 0            | Barnechea          |                  | Carlos Dittborn         | 29 de diciembre  | 14:00            |
|        | Unión San Felipe      | 2 - 0            | Rangers            |                  | Municipal de San Felipe | 29 de diciembre  | 19:00            |
|        | Cobreloa              | 0 - 0            | Deportes Melipilla |                  | Zorros del Desierto     | 30 de diciembre  | 10:00            |
|        | Deportes Puerto Montt | 3 - 2            | Deportes Valdivia  |                  | Chinquihue              | 30 de diciembre  | 18:00            |
|        | Santiago Morning      | 2 - 1            | Ñublense           |                  | Municipal de La Pintana | 30 de diciembre  | 18:00            |
|        | Deportes Santa Cruz   | 1 - 3            | San Luis           |                  | Joaquín Muñoz García    | 30 de diciembre  | 18:15            |
| Libre: | Libre:                | Deportes Copiapó | Deportes Copiapó   | Deportes Copiapó | Deportes Copiapó        | Deportes Copiapó | Deportes Copiapó |

|        | Cobreloa           | 1 - 1               | Deportes Copiapó      |                     | Zorros del Desierto        | 12 de enero de 2021 | 10:00               |
|        | Deportes Valdivia  | 2 - 1               | Santiago Morning      |                     | Parque Municipal           | 12 de enero de 2021 | 10:00               |
|        | San Luis           | 3 - 0               | Deportes Temuco       |                     | Lucio Fariña Fernández     | 12 de enero de 2021 | 10:00               |
|        | Magallanes         | 2 - 0               | Deportes Santa Cruz   |                     | Municipal de San Bernardo  | 12 de enero de 2021 | 18:00               |
|        | Deportes Melipilla | 3 - 1               | Barnechea             |                     | Bicentenario de la Florida | 12 de enero de 2021 | 18:30               |
|        | Rangers            | 3 - 1               | Deportes Puerto Montt |                     | Fiscal de Talca            | 12 de enero de 2021 | 21:00               |
|        | Ñublense           | 2 - 3               | Unión San Felipe      |                     | Nelson Oyarzún Arenas      | 13 de enero de 2021 | 19:15               |
| Libre: | Libre:             | San Marcos de Arica | San Marcos de Arica   | San Marcos de Arica | San Marcos de Arica        | San Marcos de Arica | San Marcos de Arica |

|        | Deportes Santa Cruz   | 3 - 2            | Deportes Valdivia  |                  | Joaquín Muñoz García       | 17 de enero de 2021 | 10:00            |
|        | Deportes Copiapó      | 1 - 0            | San Luis           |                  | Luis Valenzuela Hermosilla | 17 de enero de 2021 | 10:00            |
|        | Deportes Temuco       | 1 - 0            | Cobreloa           |                  | Germán Becker              | 17 de enero de 2021 | 10:00            |
|        | San Marcos de Arica   | 0 - 0            | Ñublense           |                  | Carlos Dittborn            | 17 de enero de 2021 | 10:00            |
|        | Deportes Puerto Montt | 1 - 0            | Magallanes         |                  | Chinquihue                 | 17 de enero de 2021 | 10:00            |
|        | Barnechea             | 7 - 1            | Rangers            |                  | Municipal de La Pintana    | 17 de enero de 2021 | 10:00            |
|        | Unión San Felipe      | 1 - 1            | Deportes Melipilla |                  | Municipal de San Felipe    | 17 de enero de 2021 | 10:00            |
| Libre: | Libre:                | Santiago Morning | Santiago Morning   | Santiago Morning | Santiago Morning           | Santiago Morning    | Santiago Morning |

## Play-Offs
En esta instancia, se enfrentarán los 4 equipos ubicados entre el tercero (3.er) y sexto (6.°) lugar de la tabla de posiciones, disputándose en partidos de ida y vuelta, una liguilla para definir al equipo, que enfrentará al subcampeón del torneo tras las 30 fechas.

### Cuadro
|  | Primera fase                                              | Primera fase                                              | Primera fase                                              | Primera fase                                              |   |       | Segunda fase                                         | Segunda fase                                         | Segunda fase                                         | Segunda fase                                         |  |   | Final                                                  | Final                                                  | Final                                                  | Final                                                  |  |
|  | Ida: 20 y 21 de enero de 2021 Vuelta: 24 de enero de 2021 | Ida: 20 y 21 de enero de 2021 Vuelta: 24 de enero de 2021 | Ida: 20 y 21 de enero de 2021 Vuelta: 24 de enero de 2021 | Ida: 20 y 21 de enero de 2021 Vuelta: 24 de enero de 2021 |   |       | Ida: 27 de enero de 2021 Vuelta: 30 de enero de 2021 | Ida: 27 de enero de 2021 Vuelta: 30 de enero de 2021 | Ida: 27 de enero de 2021 Vuelta: 30 de enero de 2021 | Ida: 27 de enero de 2021 Vuelta: 30 de enero de 2021 |  |   | Ida: 3 de febrero de 2021 Vuelta: 7 de febrero de 2021 | Ida: 3 de febrero de 2021 Vuelta: 7 de febrero de 2021 | Ida: 3 de febrero de 2021 Vuelta: 7 de febrero de 2021 | Ida: 3 de febrero de 2021 Vuelta: 7 de febrero de 2021 |  |
|  |                                                           |                                                           |                                                           |                                                           |   |       |                                                      |                                                      |                                                      |                                                      |  |   |                                                        |                                                        |                                                        |                                                        |  |
|  |                                                           |                                                           |                                                           |                                                           |   |       |                                                      |                                                      |                                                      |                                                      |  |   |                                                        |                                                        |                                                        |                                                        |  |
|  | 3                                                         | Rangers                                                   | 1                                                         | 1                                                         |   |       |                                                      |                                                      |                                                      |                                                      |  |   |                                                        |                                                        |                                                        |                                                        |  |
|  | 3                                                         | Rangers                                                   | 1                                                         | 1                                                         |   |       |                                                      |                                                      |                                                      |                                                      |  |   |                                                        |                                                        |                                                        |                                                        |  |
|  | 6                                                         | Deportes Temuco                                           | 0                                                         | 0                                                         |   |       |                                                      |                                                      |                                                      |                                                      |  |   |                                                        |                                                        |                                                        |                                                        |  |
|  | 6                                                         | Deportes Temuco                                           | 0                                                         | 0                                                         |   | 3     | Rangers                                              | 1                                                    | 0                                                    |                                                      |  |   |                                                        |                                                        |                                                        |                                                        |  |
|  |                                                           |                                                           |                                                           |                                                           |   | 3     | Rangers                                              | 1                                                    | 0                                                    |                                                      |  |   |                                                        |                                                        |                                                        |                                                        |  |
|  |                                                           |                                                           | 5                                                         | Deportes Melipilla                                        | 1 | 2     |                                                      |                                                      |                                                      |                                                      |  |   |                                                        |                                                        |                                                        |                                                        |  |
|  | 4                                                         | Deportes Puerto Montt                                     | 5                                                         | Deportes Melipilla                                        | 1 | 2     | 2                                                    | 0                                                    |                                                      |                                                      |  |   |                                                        |                                                        |                                                        |                                                        |  |
|  | 4                                                         | Deportes Puerto Montt                                     |                                                           |                                                           |   |       |                                                      |                                                      |                                                      |                                                      |  |   |                                                        |                                                        |                                                        |                                                        |  |
|  | 5                                                         | Deportes Melipilla                                        | 2                                                         | 1                                                         |   |       |                                                      |                                                      |                                                      |                                                      |  |   |                                                        |                                                        |                                                        |                                                        |  |
|  | 5                                                         | Deportes Melipilla                                        | 2                                                         | 1                                                         |   |       |                                                      |                                                      |                                                      |                                                      |  | 2 | Unión San Felipe                                       | 1                                                      | 0 (1)                                                  |                                                        |  |
|  |                                                           |                                                           |                                                           |                                                           |   |       |                                                      |                                                      |                                                      |                                                      |  | 2 | Unión San Felipe                                       | 1                                                      | 0 (1)                                                  |                                                        |  |
|  |                                                           |                                                           | 5                                                         | Deportes Melipilla (p.)                                   | 0 | 1 (3) |                                                      |                                                      |                                                      |                                                      |  |   |                                                        |                                                        |                                                        |                                                        |  |
|  |                                                           |                                                           | 5                                                         | Deportes Melipilla (p.)                                   | 0 | 1 (3) |                                                      |                                                      |                                                      |                                                      |  |   |                                                        |                                                        |                                                        |                                                        |  |
|  |                                                           |                                                           |                                                           |                                                           |   |       |                                                      |                                                      |                                                      |                                                      |  |   |                                                        |                                                        |                                                        |                                                        |  |
|  |                                                           |                                                           |                                                           |                                                           |   |       |                                                      |                                                      |                                                      |                                                      |  |   |                                                        |                                                        |                                                        |                                                        |  |
|  |                                                           |                                                           |                                                           |                                                           |   |       |                                                      |                                                      |                                                      |                                                      |  |   |                                                        |                                                        |                                                        |                                                        |  |
|  |                                                           |                                                           |                                                           |                                                           |   |       |                                                      |                                                      |                                                      |                                                      |  |   |                                                        |                                                        |                                                        |                                                        |  |
|  |                                                           |                                                           |                                                           |                                                           |   |       |                                                      |                                                      |                                                      |                                                      |  |   |                                                        |                                                        |                                                        |                                                        |  |
|  |                                                           |                                                           |                                                           |                                                           |   |       |                                                      |                                                      |                                                      |                                                      |  |   |                                                        |                                                        |                                                        |                                                        |  |
|  |                                                           |                                                           |                                                           |                                                           |   |       |                                                      |                                                      |                                                      |                                                      |  |   |                                                        |                                                        |                                                        |                                                        |  |
|  |                                                           |                                                           |                                                           |                                                           |   |       |                                                      |                                                      |                                                      |                                                      |  |   |                                                        |                                                        |                                                        |                                                        |  |
|  |                                                           |                                                           |                                                           |                                                           |   |       |                                                      |                                                      |                                                      |                                                      |  |   |                                                        |                                                        |                                                        |                                                        |  |
|  |                                                           |                                                           |                                                           |                                                           |   |       |                                                      |                                                      |                                                      |                                                      |  |   |                                                        |                                                        |                                                        |                                                        |  |

## Campeón
| Bandera de la Región de Ñuble |
| Ñublense                      |
| 2.° título                    |

## Coeficientes
El equipo que tuvo el peor coeficiente de rendimiento descendió de manera automática a la Segunda División Profesional para la temporada 2021, siendo reemplazado por el campeón de la Segunda División Profesional 2020, que fue el equipo de mejor puntaje en la tabla de la Liguilla de Ascenso. En el caso del recién ascendido San Marcos de Arica, solo se contabilizó su puntaje de la temporada 2020. De esta manera corresponden 16 equipos en la temporada 2021 en la División de Plata del fútbol chileno. De ahí en más desde la próxima temporada, la categoría vuelve a tener 16 equipos, así mismo se emplea el mismo el formato que se usó en las últimas temporadas.
|     | Equipos               | PTS 19/20 | PJ 19/20 | 2019 | PJ | 2020 | PJ | GF | GC | DG  | Promedio |
| --- | --------------------- | --------- | -------- | ---- | -- | ---- | -- | -- | -- | --- | -------- |
| 1.  | Ñublense              | 92        | 55       | 42   | 27 | 50   | 28 | 89 | 65 | 24  | 1.647    |
| 2.  | Unión San Felipe      | 85        | 55       | 39   | 27 | 46   | 28 | 67 | 55 | 12  | 1.523    |
| 3.  | Deportes Melipilla    | 81        | 54       | 39   | 26 | 42   | 28 | 63 | 49 | 14  | 1.500    |
| 4.  | San Marcos de Arica   | 41        | 28       | SD   | SD | 41   | 28 | 27 | 29 | −2  | 1.464    |
| 5.  | Deportes Copiapó      | 77        | 54       | 38   | 26 | 39   | 28 | 76 | 67 | 9   | 1.433    |
| 6.  | Deportes Temuco       | 79        | 55       | 38   | 27 | 41   | 28 | 66 | 58 | 8   | 1.430    |
| 7.  | Deportes Puerto Montt | 79        | 55       | 37   | 27 | 42   | 28 | 72 | 57 | 15  | 1.422    |
| 8.  | Cobreloa              | 75        | 54       | 39   | 26 | 36   | 28 | 76 | 65 | 11  | 1.414    |
| 9.  | Barnechea             | 70        | 55       | 40   | 27 | 30   | 28 | 65 | 72 | −7  | 1.318    |
| 10. | Rangers               | 73        | 55       | 28   | 27 | 45   | 28 | 71 | 75 | −4  | 1.265    |
| 11. | Santiago Morning      | 65        | 54       | 34   | 26 | 31   | 28 | 55 | 71 | −16 | 1.228    |
| 12. | Magallanes            | 65        | 54       | 25   | 26 | 40   | 28 | 54 | 58 | −4  | 1.148    |
| 13. | Deportes Santa Cruz   | 59        | 55       | 37   | 27 | 22   | 28 | 60 | 91 | −31 | 1.136    |
| 14. | San Luis de Quillota  | 60        | 54       | 27   | 26 | 33   | 28 | 56 | 72 | −16 | 1.094    |
| 15. | Deportes Valdivia (D) | 47        | 55       | 19   | 27 | 28   | 28 | 64 | 99 | −35 | 0.822    |

     Desciende a la Segunda División 2021.

## Movimientos
| Equipo                | 01 | 02 | 03 | 04 | 05 | 06 | 07 | 08 | 09 | 10 | 11 | 12 | 13 | 14 | 15 | 16 | 17 | 18 | 19 | 20 | 21 | 22 | 23 | 24 | 25 | 26 | 27 | 28 | 29 | 30 |
| --------------------- | -- | -- | -- | -- | -- | -- | -- | -- | -- | -- | -- | -- | -- | -- | -- | -- | -- | -- | -- | -- | -- | -- | -- | -- | -- | -- | -- | -- | -- | -- |
| Ñublense              | 1  | 1  | 2  | 1  | 1  | 1  | 1  | 1  | 1  | 1  | 1  | 1  | 1  | 1  | 1  | 1  | 1  | 1  | 1  | 1  | 1  | 1  | 1  | 1  | 1  | 1  | 1  | 1  | 1  | 1  |
| Unión San Felipe      | 7  | 4  | 4  | 5  | 4  | 2  | 3  | 4  | 5  | 3  | 3  | 2  | 2  | 3  | 3  | 3  | 4  | 3  | 4  | 4  | 4  | 4  | 2  | 2  | 2  | 4  | 3  | 3  | 2  | 2  |
| Deportes Melipilla    | 9  | 5  | 9  | 3  | 3  | 4  | 4  | 3  | 2  | 2  | 2  | 3  | 3  | 2  | 2  | 2  | 2  | 2  | 2  | 2  | 2  | 2  | 3  | 3  | 3  | 2  | 2  | 4  | 3  | 3  |
| San Marcos de Arica   | 15 | 15 | 5  | 13 | 15 | 10 | 14 | 14 | 10 | 13 | 8  | 8  | 13 | 7  | 11 | 6  | 5  | 5  | 7  | 6  | 7  | 5  | 6  | 4  | 5  | 3  | 4  | 2  | 4  | 4  |
| Deportes Copiapó      | 3  | 6  | 10 | 10 | 10 | 12 | 8  | 8  | 9  | 5  | 6  | 7  | 7  | 4  | 4  | 4  | 3  | 4  | 3  | 3  | 3  | 3  | 4  | 5  | 4  | 5  | 5  | 7  | 6  | 5  |
| Deportes Temuco       | 11 | 10 | 12 | 7  | 9  | 8  | 10 | 10 | 8  | 8  | 5  | 6  | 6  | 10 | 10 | 11 | 10 | 9  | 10 | 10 | 10 | 9  | 8  | 8  | 8  | 8  | 7  | 8  | 7  | 6  |
| Deportes Puerto Montt | 12 | 11 | 7  | 6  | 7  | 9  | 6  | 5  | 4  | 6  | 4  | 5  | 5  | 6  | 5  | 5  | 6  | 7  | 6  | 7  | 6  | 7  | 7  | 7  | 7  | 7  | 8  | 5  | 8  | 7  |
| Cobreloa              | 2  | 2  | 1  | 2  | 2  | 3  | 2  | 2  | 3  | 4  | 7  | 4  | 4  | 5  | 6  | 7  | 8  | 8  | 5  | 5  | 5  | 6  | 5  | 6  | 6  | 6  | 6  | 6  | 5  | 8  |
| Barnechea             | 10 | 13 | 13 | 12 | 12 | 7  | 5  | 6  | 7  | 9  | 10 | 11 | 9  | 9  | 9  | 9  | 11 | 10 | 9  | 8  | 9  | 8  | 9  | 9  | 9  | 9  | 9  | 9  | 9  | 9  |
| Rangers               | 8  | 7  | 3  | 8  | 5  | 6  | 9  | 7  | 6  | 7  | 9  | 10 | 8  | 8  | 7  | 8  | 7  | 6  | 8  | 9  | 8  | 10 | 10 | 10 | 10 | 10 | 10 | 10 | 10 | 10 |
| Santiago Morning      | 14 | 8  | 8  | 9  | 8  | 11 | 11 | 11 | 12 | 11 | 13 | 14 | 14 | 14 | 14 | 13 | 13 | 13 | 12 | 11 | 11 | 11 | 11 | 11 | 11 | 11 | 11 | 11 | 11 | 11 |
| Magallanes            | 5  | 9  | 6  | 4  | 6  | 5  | 7  | 9  | 11 | 10 | 12 | 13 | 12 | 11 | 8  | 10 | 9  | 11 | 11 | 12 | 12 | 12 | 12 | 13 | 13 | 13 | 13 | 12 | 12 | 12 |
| Deportes Santa Cruz   | 13 | 14 | 15 | 14 | 14 | 13 | 13 | 13 | 14 | 14 | 11 | 9  | 10 | 12 | 12 | 12 | 12 | 12 | 13 | 13 | 13 | 13 | 13 | 12 | 12 | 12 | 12 | 13 | 14 | 13 |
| San Luis              | 4  | 3  | 11 | 11 | 11 | 14 | 12 | 12 | 13 | 12 | 14 | 12 | 11 | 13 | 13 | 14 | 14 | 14 | 14 | 14 | 14 | 14 | 14 | 14 | 14 | 14 | 14 | 14 | 13 | 14 |
| Deportes Valdivia     | 6  | 12 | 14 | 15 | 13 | 15 | 15 | 15 | 15 | 15 | 15 | 15 | 15 | 15 | 15 | 15 | 15 | 15 | 15 | 15 | 15 | 15 | 15 | 15 | 15 | 15 | 15 | 15 | 15 | 15 |

| 1. 2. 3. 4. 5. 6. 7. 8. 9. 10. 11. 12. 13. 14. |

## Estadísticas

### Goleadores
Fecha de actualización: 30 de enero de 2021
| Jugador              | Equipo                | Anot. |
| -------------------- | --------------------- | ----- |
| Gonzalo Sosa         | Deportes Melipilla    | 17    |
| Alfredo Ábalos       | Rangers               | 13    |
| Leandro Garate       | Barnechea             | 12    |
| Matías Zamora        | Deportes Valdivia     | 12    |
| Óscar Ortega         | Ñublense              | 11    |
| Gabriel Tellas       | Cobreloa              | 10    |
| Ignacio Lemmo        | Deportes Puerto Montt | 10    |
| Lionel Altamirano    | Deportes Puerto Montt | 10    |
| Manuel López         | Rangers               | 10    |
| Mathías Pinto        | Ñublense              | 9     |
| Gustavo Guerreño     | Deportes Melipilla    | 8     |
| Federico Mateos      | Ñublense              | 8     |
| Roberto Riveros      | Cobreloa              | 7     |
| Luca Pontigo         | Deportes Copiapó      | 7     |
| Pedro Muñoz          | Deportes Santa Cruz   | 7     |
| Gonzalo Álvarez      | Unión San Felipe      | 7     |
| Julio Castro         | Unión San Felipe      | 7     |
| Juan Ignacio Duma    | Barnechea             | 6     |
| Camilo Ponce         | Deportes Copiapó      | 6     |
| Juan Jaime           | Deportes Copiapó      | 6     |
| David Salazar        | Deportes Santa Cruz   | 6     |
| Fabián Carmona       | Deportes Santa Cruz   | 6     |
| Carlos Escobar       | Deportes Temuco       | 6     |
| Reiner Castro        | Deportes Temuco       | 6     |
| Braulio Leal         | Magallanes            | 6     |
| Diego Bielkiewicz    | Magallanes            | 6     |
| David Escalante      | Ñublense              | 6     |
| Christopher Díaz     | Rangers               | 6     |
| Esteban Ciaccheri    | San Luis de Quillota  | 6     |
| Maximiliano Cuadra   | Cobreloa              | 5     |
| Zederick Vega        | Deportes Copiapó      | 5     |
| Hugo Droguett        | Deportes Temuco       | 5     |
| Dagoberto Currimilla | Deportes Valdivia     | 5     |
| Thomas Jones         | Magallanes            | 5     |
| Mario Briceño        | Ñublense              | 5     |
| Bairon Monroy        | San Marcos de Arica   | 5     |
| Cristián Aravena     | Santiago Morning      | 5     |
| Gabriel Rodríguez    | Santiago Morning      | 5     |
| Boris Sagredo        | Barnechea             | 4     |
| Pablo Pedraza        | Barnechea             | 4     |
| Joaquín Montecinos   | Deportes Melipilla    | 4     |
| Byron Bustamante     | Deportes Puerto Montt | 4     |
| Damián García        | Deportes Temuco       | 4     |
| Yorman Zapata        | Magallanes            | 4     |
| Álvaro Césped        | San Luis de Quillota  | 4     |
| Nahuel Donadell      | San Marcos de Arica   | 4     |
| Bairo Riveros        | Unión San Felipe      | 4     |
| Lautaro Palacios     | Unión San Felipe      | 4     |

### Hat-Tricks & Póker
Aquí se encuentra la lista de hat-tricks y póker de goles (en general, tres o más goles marcados por un jugador en un mismo encuentro) conseguidos en la temporada.
| Fecha               | Jugador         | Goles | Local                 | Resultado | Visitante           | Jornada |
| ------------------- | --------------- | ----- | --------------------- | --------- | ------------------- | ------- |
| 23 de septiembre    | Alfredo Ábalos  | 3     | Magallanes            | 5 - 5     | Rangers             | 10      |
| 12 de octubre       | Ignacio Lemmo   | 3     | Deportes Puerto Montt | 3 - 0     | San Marcos de Arica | 15      |
| 24 de noviembre     | Federico Mateos | 3     | Ñublense              | 4 - 2     | Rangers             | 22      |
| 10 de diciembre     | Fabián Carmona  | 3     | Deportes Santa Cruz   | 4 - 1     | Cobreloa            | 24      |
| 12 de enero de 2021 | Gonzalo Sosa    | 3     | Deportes Melipilla    | 3 - 1     | Barnechea           | 29      |

### Autogoles
Aquí se encuentra la lista de autogoles realizados en esta temporada.
| Jugador          | Equipo              | Anot. | Fecha    |
| ---------------- | ------------------- | ----- | -------- |
| Sebastián Díaz   | Santiago Morning    | 1     | Fecha 3  |
| Daniel Vicencio  | San Luis            | 1     | Fecha 6  |
| Gonzalo Villegas | Unión San Felipe    | 1     | Fecha 7  |
| Eduardo Vilches  | San Marcos de Arica | 1     | Fecha 14 |
| Matías Torres    | Unión San Felipe    | 1     | Fecha 14 |
| Ricardo Adé      | Magallanes          | 1     | Fecha 21 |
| Mauro Aguirre    | Deportes Santa Cruz | 1     | Fecha 25 |
| Francisco Arenas | Deportes Santa Cruz | 1     | Fecha 28 |

## Entrenadores
En la siguiente tabla, se muestra el cambio de entrenadores durante este campeonato, los entrenadores interinos, estarán escritos en cursiva.
| Equipo             | Entrenador       | Jornadas      |
| ------------------ | ---------------- | ------------- |
| Deportes Copiapó   | Héctor Almandoz  | 1.º - 4.º     |
| Deportes Copiapó   | Emiliano Astorga | 5.º - Actual  |
| Cobreloa           | Marco Figueroa   | 1.º - 10.º    |
| Cobreloa           | Nelson Soto      | 11.º - Actual |
| San Luis           | Víctor Rivero    | 1.º - 12.º    |
| San Luis           | Marcelo Raya     | 13.º - Actual |
| Santiago Morning   | Luis Landeros    | 1.º - 12.º    |
| Santiago Morning   | Agustín Almarza  | 13.º - 14.°   |
| Santiago Morning   | Fabián Marzuca   | 15.º - Actual |
| Deportes Valdivia  | Jürgen Press     | 1.º - 14.º    |
| Deportes Valdivia  | Fernando Ruiz    | 15.º - 22.º   |
| Deportes Valdivia  | Lautaro Peña     | 23.º - Actual |
| Unión San Felipe   | Erwin Durán      | 1.º - 21.º    |
| Unión San Felipe   | Héctor Roco      | 22.º - Actual |
| Magallanes         | Ariel Pereyra    | 1.º - 22.º    |
| Magallanes         | Fernando Vergara | 23.º - Actual |
| Deportes Melipilla | Hector Adomaitis | 1.º - 25.º    |
| Deportes Melipilla | John Armijo      | 26.º - Actual |
| AC Barnechea       | Leonardo Zamora  | 1.º - 28.º    |
| AC Barnechea       | Ariel Leporati   | 29.º - Actual |

## Regla del U-21
- El reglamento del Campeonato Nacional de la Primera B 2020, señala en su artículo 31 que “en la sumatoria de todos los partidos del Campeonato que dispute cada club, los jugadores chilenos nacidos a partir del 01 de enero de 1999 deberán haber disputado a lo menos el cincuenta por ciento de los minutos efectivamente jugados”. Esta obligación, también se extiende a la Copa Chile y a los torneos de la Primera División y Segunda División Profesional.

- En el caso de cumplimiento entre el 45,1 % al 99,9 % de los minutos, la sanción será la pérdida de tres puntos más una multa de 500 UF, descontándose de la tabla de la fase regular del respectivo campeonato. Si el cumplimiento de los minutos alcanza entre el 40,1 al 45 % de los minutos, el descuento será de seis puntos de pérdida más la multa, y si el cumplimiento alcanza al 40 % o menos de los minutos, el descuento será de nueve puntos, igualmente contando con la multa antes mencionada.

| Equipo          | m.req | m.dis | m.pen | %      |
| --------------- | ----- | ----- | ----- | ------ |
| Barnechea       | 1.764 | 1.882 | -118  | 106,68 |
| Cobreloa        | 1.764 | 2.305 | -541  | 130,67 |
| D. Copiapó      | 1.764 | 1.913 | -149  | 108,44 |
| D. Melipilla    | 1.764 | 1.856 | -92   | 105,21 |
| D. Puerto Montt | 1.764 | 1.757 | 7     | 99,60  |
| D. Santa Cruz   | 1.764 | 2.223 | -459  | 126,02 |
| D. Temuco       | 1.764 | 1.703 | 61    | 96,54  |
| D. Valdivia     | 1.764 | 1.870 | -106  | 106,01 |
| Magallanes      | 1.764 | 2.001 | -237  | 113,44 |
| Ñublense        | 1.764 | 1.618 | 146   | 91,72  |
| Rangers         | 1.764 | 1.882 | -118  | 106,69 |
| San Luis        | 1.764 | 2.274 | -510  | 128,91 |
| S. Morning      | 1.764 | 1.767 | -3    | 100,17 |
| San Marcos      | 1.764 | 2.279 | -515  | 129,20 |
| U. San Felipe   | 1.764 | 2.340 | -576  | 132,65 |

 Actualizado Fecha 28
     Cumplieron con el reglamento. 
     No cumplieron con el reglamento. Incurre en la pérdida de 3 puntos, más una multa de 500 UF (45,1 % al 99,9 %)
     No cumplieron con el reglamento. Incurre en la pérdida de 6 puntos, más una multa de 500 UF (40,1 % al 45,0 %)
     No cumplieron con el reglamento. Incurre en la pérdida de 9 puntos, más una multa de 500 UF (Menos del 40,0 %)